# Gosskören
Gosskören är en fransk film från 2004 i regi av Christophe Barratier. Filmen hade svensk biopremiär 15 oktober 2004.

## Handling
En musiklärare vid namn Clément Mathieu börjar ett arbete på en ungdomsanstalt som tillsynslärare. De flesta av barnen är olydiga och rent av hopplösa rackarungar, och rektorn själv bryr sig enbart om pengar och yrkesfördelar (utmärkelser och dylikt), inte det minsta om barnen. Musikläraren, Clément Mathieu, bestämmer sig för att lära barnen att sjunga och på det sättet upptäcka den underbara, sköna musiken och må lite bättre. Ett av barnen vid namn Pierre Morhange (djävulen med änglaansiktet som den förra tillsynsläraren kallar honom) är begåvad och har en mirakulöst vacker röst. Lille Pépinot blir nedtryckt av de andra barnen och Clément Mathieu tar honom under sina beskyddande vingar. Sakta men säkert tränar Mathieu upp barnen till en riktig gosskör...

## Rollista (i urval)
- Gérard Jugnot – Clément Mathieu
- François Berléand – direktör Rachin
- Jean-Baptiste Maunier – Pierre Morhange som barn
- Jacques Perrin – Pierre Morhange som vuxen
- Kad Merad – Chabert
- Marie Bunel – Violette Morhange
- Philippe Du Janeran – Langlois
- Jean-Paul Bonnaire – Maxence
- Maxence Perrin – Pépinot som barn
- Didier Flamand – Pépinot som vuxen
- Grégory Gatignol – Mondain
- Cyril Bernicot – Le Querrec
- Carole Weiss – grevinnan